# Ipsach
Ipsach est une commune suisse du canton de Berne, située dans l'arrondissement administratif de Bienne.

## Transports
- Ligne Bienne–Täuffelen–Anet, appartenant à l’entreprise de transport Aare Seeland mobil (ASm)